# Jeux panaméricains de 1975
Navigation
Édition précédente Édition suivante
Les VIIe Jeux panaméricains se déroulent du 12 au 26 octobre 1975 à Mexico.

## Tableau des médailles
- Pays hôte

| Rang | Nation                 | Or  | Argent | Bronze | Total |
| ---- | ---------------------- | --- | ------ | ------ | ----- |
| 1    | États-Unis             | 117 | 82     | 48     | 247   |
| 2    | Cuba                   | 56  | 45     | 33     | 134   |
| 3    | Canada                 | 19  | 35     | 40     | 94    |
| 4    | Mexique                | 9   | 13     | 38     | 60    |
| 5    | Brésil                 | 8   | 13     | 23     | 44    |
| 6    | Argentine              | 3   | 5      | 7      | 15    |
| 7    | Colombie               | 2   | 4      | 4      | 10    |
| 8    | Équateur               | 1   | 1      | 1      | 3     |
| 9    | Guyana                 | 1   | 1      | 0      | 2     |
| 9    | Pérou                  | 1   | 1      | 0      | 2     |
| 11   | Porto Rico             | 0   | 3      | 7      | 10    |
| 12   | Panama                 | 0   | 2      | 2      | 4     |
| 13   | Venezuela              | 0   | 1      | 11     | 12    |
| 14   | République dominicaine | 0   | 1      | 7      | 8     |
| 15   | Jamaïque               | 0   | 1      | 3      | 4     |
| 16   | Antilles néerlandaises | 0   | 1      | 0      | 1     |
| 16   | Trinité-et-Tobago      | 0   | 1      | 0      | 1     |
| 18   | Chili                  | 0   | 0      | 2      | 2     |
| 18   | Uruguay                | 0   | 0      | 2      | 2     |
| 20   | Barbade                | 0   | 0      | 1      | 1     |
| 20   | El Salvador            | 0   | 0      | 1      | 1     |
| 20   | Guatemala              | 0   | 0      | 1      | 1     |
| 20   | Nicaragua              | 0   | 0      | 1      | 1     |

## Sports
| - Athlétisme - Baseball - Basket-ball - Boxe - Cyclisme - Plongeon - Équitation - Escrime - Football - Gymnastique - Hockey | - Judo - Aviron - Tir - Natation - Natation synchronisée - Tennis - Volley-ball - Haltérophilie - Lutte - Voile - Water polo |